# نیوترال میلک هتل

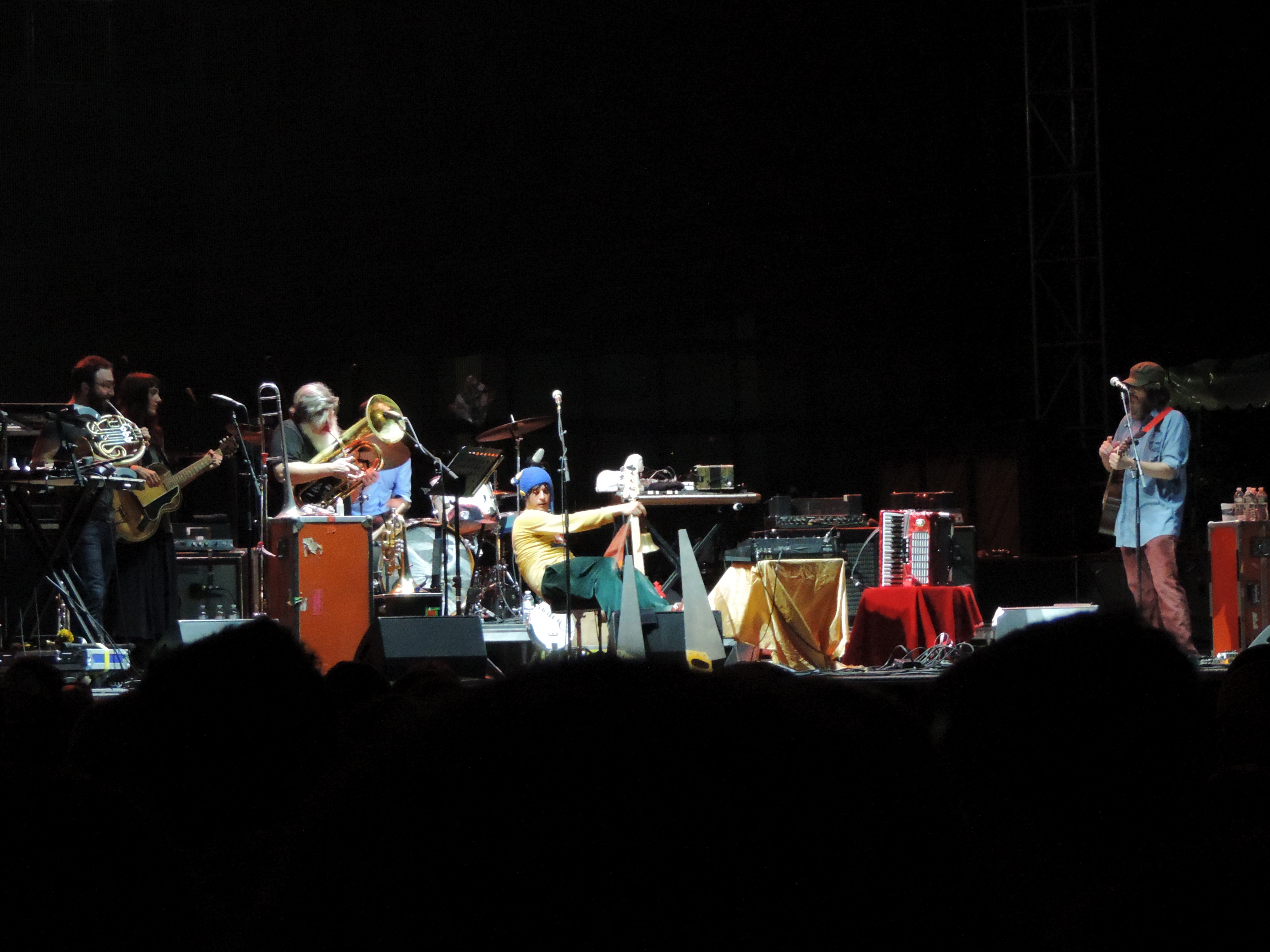
اجرای نیوترال میلک هتل، ۲۰۱۴

نیوترال میلک هتل (انگلیسی: Neutral Milk Hotel) گروه موسیقی ایندی راک آمریکایی است که اواخر دههٔ ۱۹۸۰ میلادی توسط جف منگوم در راستن، لوئیزیانا شکل گرفت. این گروه به خاطر تجربه‌گری، ترانه‌های انتزاعی و سازبندی متمایز شناخته‌شده‌است.
مشهورترین و تحسین‌شده‌ترین آلبوم گروه در هواپیما بر فراز دریا (In the Aeroplane Over the Sea) نام دارد.